# 克雷格縣 (奧克拉荷馬州)
克雷格縣（英語：Craig County）是美国奧克拉荷馬州東北部的一個郡，北鄰堪薩斯州，面積1,975平方公里。根據2020年美國人口普查，本縣共有人口14,107人。本縣縣治為維尼塔。

## 歷史

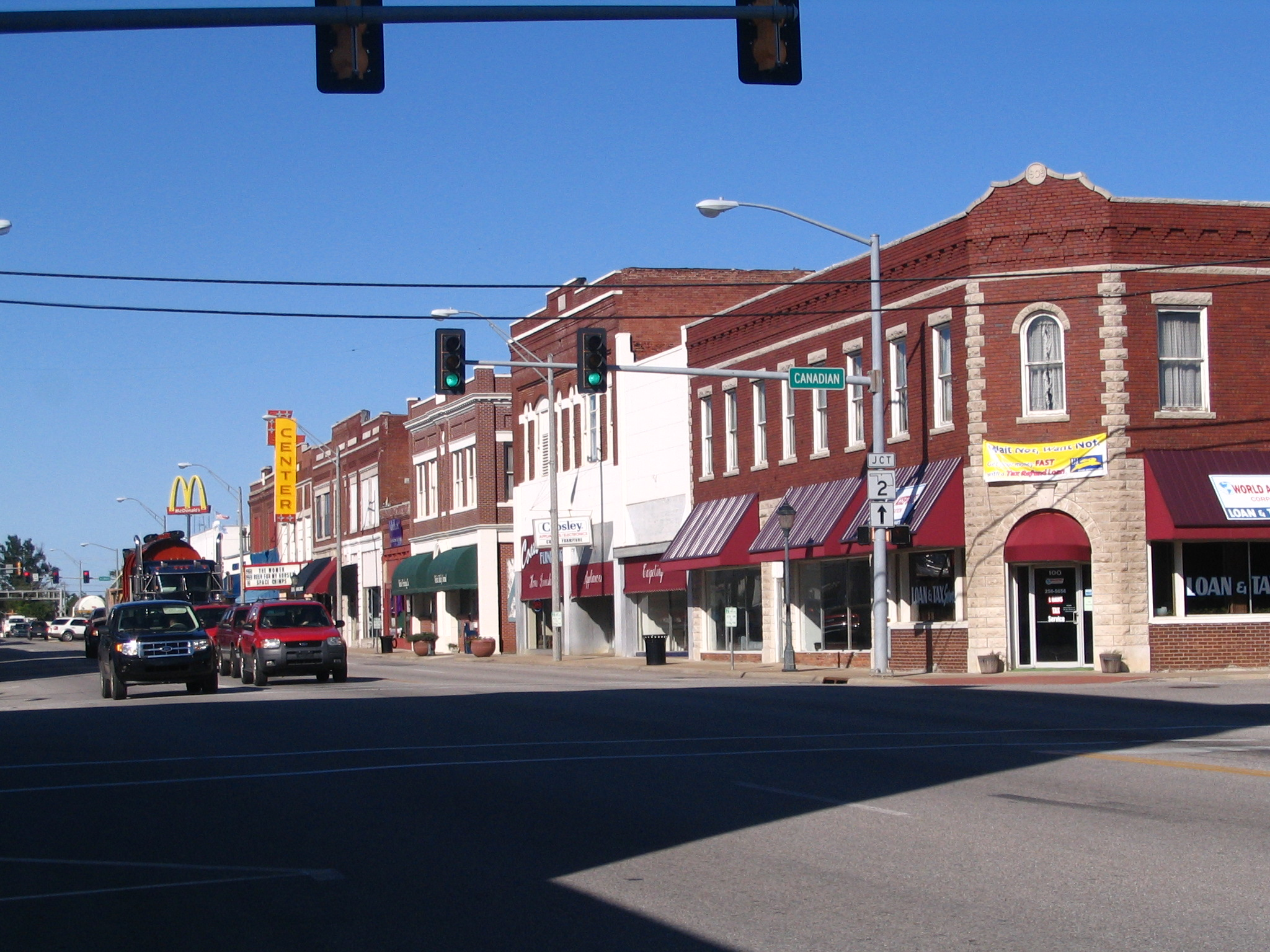
縣治維尼塔

在19世紀初，這一帶是歐塞奇族和其他平原部落的一部分獵場。切羅基人於19世紀30年代開始遷入該地區這一帶，緊接西进运动。後來，美國政府分別於1867年和1870年將肖尼人和德拉瓦人遷至這一帶。之後，這一帶便成為了切諾基國的一部份。於1871年，密蘇里州-堪薩斯州-德克薩斯州鐵路延伸至本縣，而大西洋和太平洋鐵路亦於同年建造了經過縣治維尼塔的鐵路。
南北战争結束後，這一帶的採煤業開始興旺起來。多間採煤公司建造了大量隧洞礦井和露天礦井，但這一帶的採煤業鼎盛期卻直到1900年左右才開始。直到21世紀初，本縣的採煤業還沒有結束。本縣的第一間煉油廠於1911年開始由辛克莱石油公司營運。除了採煤業和煉油業，農業和畜牧業也是支撐本縣經濟的支柱之一。
本縣於1907年11月16日成立。縣名紀念一位名為格蘭維爾·克雷格的切羅基族領袖。

## 地理

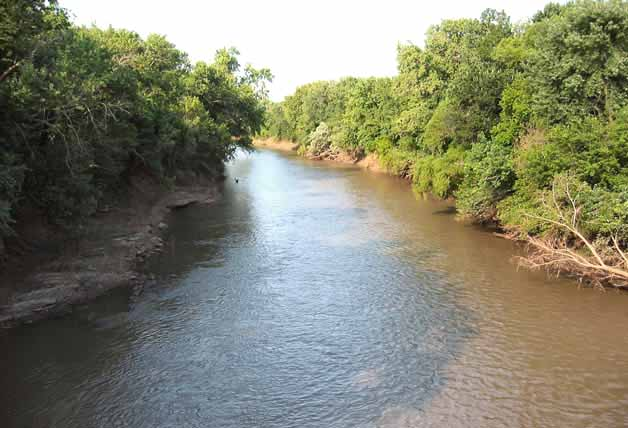
尼歐肖河

根據2000年人口普查，克雷格縣的總面積為763平方英里（1,980平方），其中有761平方英里（1,970平方），即99.78%為陸地；2平方英里（5.2平方），即0.22%為水域。本縣位於歐塞奇平原和歐扎克高地交界處上，其主要河流為尼欧肖河。

### 主要公路
| - 44号州际公路 - 59号美国国道 - 60号美国国道 - 69号美国国道 | - 2號奧克拉荷馬州州道 - 10號奧克拉荷馬州州道 - 25號奧克拉荷馬州州道 - 66號奧克拉荷馬州州道 - 82號奧克拉荷馬州州道 |

### 毗鄰縣
- 拉貝特縣：北方
- 切羅基縣：東北方
- 渥太華縣：東方
- 德拉瓦郡：東南方
- 梅斯縣：南方
- 羅傑斯縣：西南方
- 諾瓦塔縣：西方

## 人口
| 调查年                                | 人口   | 备注 | %±     |
| ------------------------------------- | ------ | ---- | ------ |
| 1910                                  | 17,404 |      | —      |
| 1920                                  | 19,160 |      | 10.1%  |
| 1930                                  | 18,052 |      | −5.8%  |
| 1940                                  | 21,083 |      | 16.8%  |
| 1950                                  | 18,263 |      | −13.4% |
| 1960                                  | 16,303 |      | −10.7% |
| 1970                                  | 14,722 |      | −9.7%  |
| 1980                                  | 15,014 |      | 2.0%   |
| 1990                                  | 14,104 |      | −6.1%  |
| 2000                                  | 14,950 |      | 6.0%   |
| 2010                                  | 15,029 |      | 0.5%   |
| 2012年估计                            | 14,748 |      | −1.9%  |
| 美國十年一度的人口普查 2012年人口估計 |        |      |        |

克雷格縣人口金字塔

根據2000年人口普查，克雷格縣擁有14,880居民、5,620住戶和3,945家庭。其人口密度為每平方英里20居民（每平方公里8居民）。本縣擁有6,459間房屋单位，其密度為每平方英里8間（每平方公里3間）。而人口是由68.54%白人、3.09%非裔、16.31%原住民、0.18%亞裔、0.03%太平洋岛民、0.48%其他種族和11.37%混血构成。而西裔或拉美裔佔了人口1.2%。
在5,620住户中，有30.9%擁有一個或以上的兒童（18歲以下）、57.3%為夫妻、9.7%為單親家庭、29.8%為非家庭、27%為獨居、13.9%住戶有同居長者。平均每戶有2.46人，而平均每個家庭則有2.97人。在14,880居民中，有23.9%為18歲以下、7.8%為18至24歲、27.9%為25至44歲、24.3%為45至64歲以及16.2%為65歲以上。人口的年齡中位數為39歲，女子對男子的性別比為100：101.1。成年人的性別比則為100：98.6。
本縣的住戶收入中位數為$30,997，而家庭收入中位數則為$36,499。男性的收入中位數為$26,704，而女性的收入中位數則為$20,082，人均收入為$16,539。約10.9%家庭和13.7%人口在貧窮線以下，包括17.3%兒童（18歲以下）及11.9%長者（65歲以上）。